# 콜린 테이플리

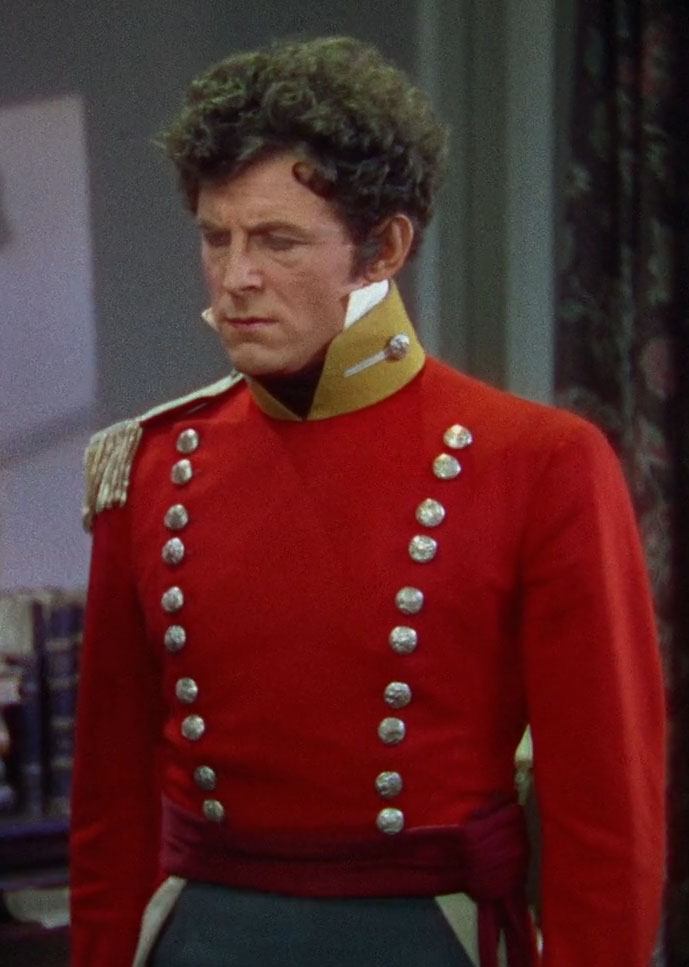

콜린 테이플리(Colin Tapley, 1907년 5월 7일 ~ 1995년 12월 1일)는 뉴질랜드의 배우, 텔레비전 배우이다.
더니딘에서 태어났다.

## 영화
- 사랑과 죽음의 전장 (1969년)
- 편집증 (1963년)
- 블러드 오브 더 뱀파이어 (1958년)
- 댐 버스터 (1954년)
- 삼손과 데릴라 (1949년)
- 내가 왕이라면 (1938년)
- 벵골의 폭풍 (1938년)
- 십자군 (1935년)
- 리브 오브 어 벵골 랜서 (1935년)
- 벡키 샤프 (1935년)